# 红房子 (特里尔)

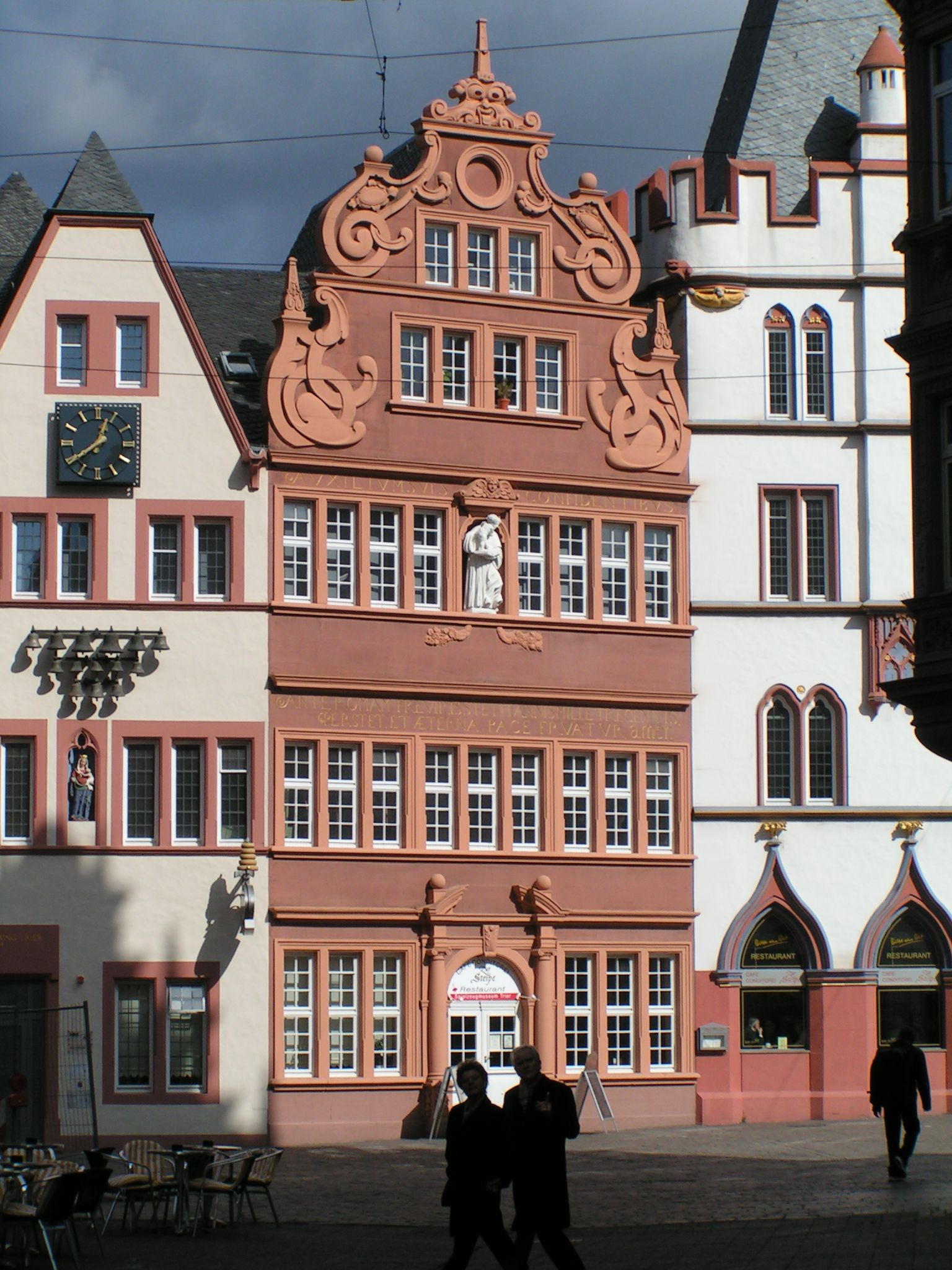
红房子

红房子（Rote Haus）是德国西部城市特里尔的一座建筑，位于迪特里希街（Dietrichstraße）与中央市集广场（Hauptmarkt），由Baumeister Wolfgang Stuppeler为约翰·威廉·波尔希兴建于1684年。后来毁于第二次世界大战期间的1944年，1968-70年重建。它铭刻的题词是：
|  | 先于罗马一千三百年，特里尔已经存在。 愿它继续存在，并享受永久和平。 |

49°45′24″N 6°38′27″E / 49.7568°N 6.6408°E